# Mercedes 15/70/100 PS
Mercedes 15/70/100 PS — люкс-автомобіль, представлений німецькою компанією Daimler-Motoren-Gesellschaft (DMG) у 1924 році. Виробництво автомобіля продовжувалось до 1929 року і у цьому періоді 1926 року відбулось злиття DMG з компанією Benz & Cie. Карла Бенца, в результаті чого назву його було змінено на Mercedes-Benz Typ 400.
Визначальною особливістю автомобіля був керований нагнітач-компресор типу «Roots» («Kompressor»), що встановлювався на двигуні та збільшував його потужність.

## Створення
Плани розроблення автомобіля класу «люкс» були складені технічним директором компанії, Паулем Даймлером, старшим сином її засновника Готтліба Даймлера. Після гострих розбіжностей щодо нової моделі Пауль Даймлер покинув компанію у 1923 році, перейшовши до конкуруючого виробника Horch. Фердинанд Порше наступник Пауля Даймлера на посту технічного директора отримав завдання завершити розробку та впоратися з випуском 15/70/100 PS. У цілому стратегія розробки моделі, була схожою в обох інженерів, однак вона у більшій мірі базувалася на успішних гоночних автомобілях компанії та використовувала знання, отримані на гоночному треку, для розробки великого швидкого (і дуже дорогого) дорожнього автомобіля.

## Правила найменування та потужність
Компанія DMG маркувала свої легкові автомобілі торгівельною маркою «Мерседес» з 1902 року. Для назв своїх моделей у той час виробник застосовував поширені тоді німецькі угоди про найменування. У маркуванні «Mercedes 15/70/100 PS» від DMG цифра «15» вказувала на податкову потужність автомобіля (у податкових кінських силах), що використовувалась владою для визначення рівня річного податку на автомобіль з його власника. «70» і «100» визначили заяви виробника щодо фактичної вихідної потужності автомобіля в кінських силах (скорочення назви цієї одиниці потужності у різних країнах: hp, PS, cv, hk, pk, ks, ch).
У Німеччині податок на автомобіль, який визначався законом з 1906 року, базувався на врахуванні робочого об'єму циліндрів двигуна. На відміну від систем, які використовуються в інших країнах Європи, німецький розрахунок податкових кінських сил враховував як діаметр циліндра, так і хід поршня, і тому існувала пряма залежність між об'ємом двигуна та податковою потужністю.
Незвичайною рисою в назві цього автомобіля було включення двох різних показників потужності 70/100 к. с. характерних при роботі з вимкнутим та увімкненим нагнітачем повітря.
Автомобіль Mercedes 15/70/100 PS пережив злиття компаній Daimler і Benz & Cie., яке набрало чинності в 1926 році (хоча угода, яка визначила злиття, була підписана двома роками раніше). Однак автомобілі нової об'єднаної компанії тепер носили торгову марку «Mercedes-Benz», і модель також отримала нову назву «Typ 400», і була відома як Mercedes-Benz Typ 400. Альтернативна назва Mercedes-Benz 15/70/100 PS інколи також була у вжитку.

## Особливості конструкції

### Варіанти виконання кузовів
Багато клієнтів купували автомобіль у вигляді шасі й індивідуально замовляли кузов окремо в незалежного виробника кузовів. Самим же виробником автомобіля пропонувались такі типи кузовів: чотири- або (з 1925) шестимісний з корпусом типу «торпедо» Tourenwagen, шестимісний Pullman-Limousine, шестимісний Landaulet, шестимісний Coupe-Limousine і 4-дверний чотиримісний кабріолет.

### Двигун
Шестициліндровий рядний двигун з робочим об'ємом 3920 см3 мав розподільний вал з верхнім розташуванням (SOHC), який приводився в рух від колінчастого вала через проміжний вертикально розташований вал з двома конічними зубчастими передачами на його кінцях (нім. Königswelle — «королівський вал»). Однак більшу увагу привертав керований нагнітач типу «Roots» («Kompressor»), запозичений з перегонових автомобілів компанії. При вимкненому нагнітачі двигун видавав потужність 70 к. с. при 3100 об/хв., з увімкненим нагнітачем максимальна потужність сягала 100 к. с.
Зазначена виробником максимальна швидкість становила 105 км/год (65 миль/год) або 112 км/год (70 миль/год) залежно від того, яке з двох запропонованих варіантів передаточних чисел було реалізоване у головній передачі.

### Шасі та ходова частина
Потужність передавалася на задні колеса через сухе багатодискове зчеплення (нім. Mehrscheibentrockenkupplung) і чотириступінчасту механічну коробку передач. Спочатку важіль перемикання передач знаходився праворуч від водія, безпосередньо за дверима, але на якомусь етапі його було переміщено на більш традиційне місце посередині підлоги ліворуч від водія. У той час у Західній Європі все ще вважалося нормальним, хоча і не повсюдним, щоб кермо і, отже, водій розташовувалися з правого боку автомобіля.
Конфігурація підвіски відповідала умовам того часу, з використанням жорстких балок осей та напівеліптичних листових ресор. Гальмування здійснюється на всіх чотирьох колесах за допомогою тросової тяги.

## Еволюція
Автомобіль практично не змінювався упродовж свого виробництва. Зміна назви на Mercedes-Benz Typ 400 не супроводжувалося якимось змінами в конструкції автомобіля. Однак у 1927 році центр ваги авто було знижено в результаті переходу на шасі конструкції («Underslung»), в якому осі розташовувалися над поздовжніми елементами ресор, тоді як у попередніх конструкціях застосовувалася схема шасі з підвіскою типу «Hochbett» («Overslung»), в якій осі знаходились під ресорами поздовжнього розташування.
У 1928 році ефективність гальм було підвищено за рахунок використання вакуумного підсилювача гальм («Saugluftunterstützung»).

## Продажі
До злиття з Benz & Cie. в середині 1926 року Daimler випустив 1002 автомобілі під маркою «Mercedes», після цього було випущено ще 911 автомобілів, які позначались як «Mercedes-Benz». Індивідуальну версію автомобіля, виготовлену за спецзамовленням, зокрема, придбав відомий оперний співак Ріхард Таубер.

## Наступник
На заміну цьому автомобілю було поспішно розроблено під егідою новоствореної об'єднаної компанії автомобіль Mercedes-Benz Typ Nürburg 460 (W08), який мав набагато агресивнішу ціну та продавався у більших кількостях (близько 4000 одиниць), хоча і у період, який включав декілька років значного зростання ринку легкових автомобілів та конкуренції в Німеччині.